# Sörsjön (Bäckebo socken, Småland)
Sörsjön är en sjö i Nybro kommun i Småland och ingår i Snärjebäckens huvudavrinningsområde. Sjön har en area på 0,0626 kvadratkilometer och ligger 88 meter över havet. Sjön avvattnas av vattendraget Snärjebäcken.

## Delavrinningsområde
Sörsjön ingår i det delavrinningsområde (630689-150869) som SMHI kallar för Ovan Millemålabäcken. Medelhöjden är 107 meter över havet och ytan är 29,19 kvadratkilometer. Det finns ett avrinningsområde uppströms, och räknas det in blir den ackumulerade arean 43,11 kvadratkilometer. Avrinningsområdets utflöde Snärjebäcken mynnar i havet. Avrinningsområdet består mestadels av skog (91 %). Avrinningsområdet har 0,06 kvadratkilometer vattenytor vilket ger det en sjöprocent på 0,2 %.